# Anders Peter Nielsen
Anders Peter Nielsen (Harlev, Aarhus, Jutlàndia Central, 25 de maig de 1867 - Copenhaguen, 16 d'abril de 1950) va ser un tirador danès que va competir a finals del segle xix i durant el primer quart del segle xx.
El 1900 va prendre part en els Jocs Olímpics de París, en què disputà cinc proves del programa de tir olímpic i guanyà tres medalles de plata, en les proves de rifle militar, de genolls, rifle militar, bocaterrosa i rifle militar, tres posicions. Vint anys més tard, el 1920, va guanyar una medalla d'or en la prova de rifle militar, 300 metres drets per equips als Jocs Olímpics d'Anvers. També disputà, sense aconseguir medalles, els Jocs d'Estocolm i París, el 1912 i 1924 respectivament.